# Ducat de Berwick
El ducat de Berwick (/ˈbɛrɪk/) és un títol nobiliari anglo-espanyol creat el 19 de març de 1687 en el si de la noblesa d'Anglaterra per a James Fitz-James, fill il·legítim del rei Jaume II d'Anglaterra i VII d'Escòcia i Arabella Churchill. El nom del títol es refereix a la localitat de Berwick-upon-Tweed a Anglaterra, prop de la frontera amb Escòcia. Els títols de baró Bosworth i comte de Tinmouth foren creats al mateix temps, i són subsidiaris del ducat.
Actualment, el títol de duc de Berwick a Espanya, amb Grandesa d'Espanya, pertany a Carlos Fitz-James-Stuart i Martínez de Irujo, 12è duc de Berwick. A la branca anglesa pertany a Jacobo Hernando Fitz-James Stuart i Gómez.